# Arrondissement Montmédy
Montmédy is een voormalig Frans arrondissement. Het arrondissement werd op 17 februari 1800 gevormd, tegelijk met het departement Meuse, waar het deel van ging uitmaken. Op 10 september 1926 werd het arrondissement opgeheven en de zes kantons bij het arrondissement Verdun gevoegd.

## Kantons
Het arrondissement was samengesteld uit de volgende kantons:
- Kanton Damvillers
- Kanton Dun-sur-Meuse
- Kanton Montfaucon-d'Argonne
- Kanton Montmédy
- Kanton Spincourt
- Kanton Stenay